# Нуньо Перес де Лара
Нуньо Перес де Лара (исп. Nuño Pérez de Lara; ? — 3 августа 1177) — кастильский дворянин, политик и военный лидер. Свою карьеру он начал при дворе императора Альфонсо VII, во время правления которого принимал участие в освобождении Эстремадуры и защите границ от Альмохадов. В 1164—1169 годах он управлял Кастилией в качестве регента при несовершеннолетнем короле Альфонсо VIII, и он продолжал осуществлять власть в королевстве до 1176 года. Он основал два монастыря и поддерживал культ Томаса Бекета в Испании. Он умер, принимая участие в Реконкисте Куэнки.

## Семья
Нуньо был третьим из четырех сыновей Педро Гонсалеса де Лара (? — 1130) и его жены Авы, вероятно, из Северной Франции. Его старшими братьями были Альваро (? — 1172) и Манрике (? — 1164), и у него был младший брат по имени Родриго. Незадолго до марта 1154 года Нуньо женился на Терезе Фернандес де Траба (? — 1180), незаконнорожденной дочери Фернандо Переса де Траба (ок. 1090—1155) и Терезы, графини Португалии. Вместе они были родителями Альваро, Фернандо, Гонсало, Санчи (жены Санчо, графа Прованса) и графини Эльвиры, возможно, жены Эрменгола VIII, графа Урхеля.

## Ранняя карьера

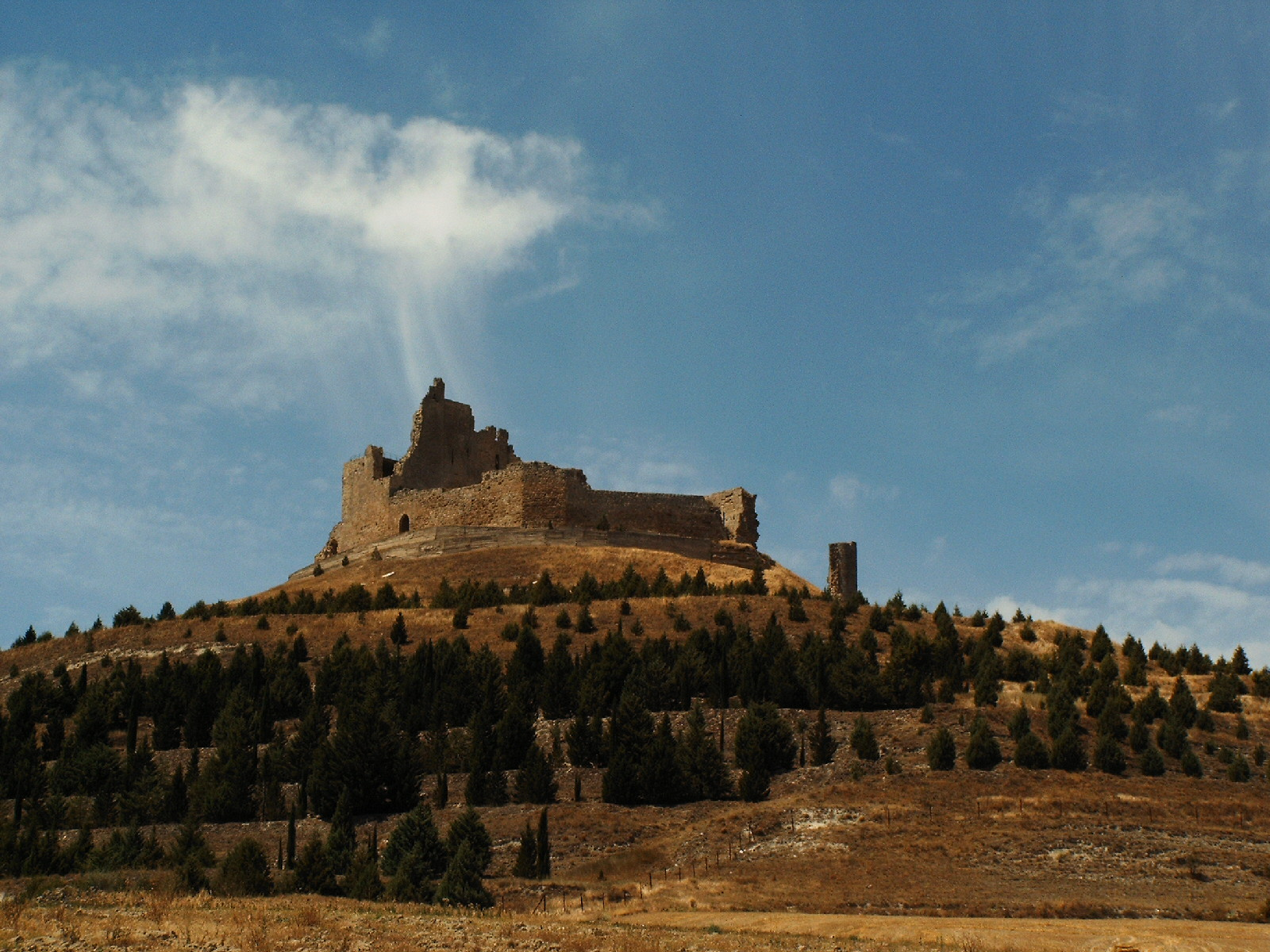
Руины замка Кастрохерис, где правил Нуньо Перес де Лара в 1173—1177 годах

В феврале 1141 года Нуньо вступил в общественную жизнь, подписав устав монастыря Сан-Педро-де-Арланса. В марте 1145 года он был назначен императором знаменосцем, должность, которую он занимал до февраля 1155 года, необычно длительный срок для должности, которая обычно занималась молодыми дворянами в начале своей карьеры. В 1146 году он держал поместье Агилар-де-Кампоо, его первый зарегистрированный феод. Он был заинтересован в некоторых домах в важном городе Толедо, которые он предоставил Гонсало де Мараньону в ноябре 1148 года. Существует хартия от 1 июля 1152 года, которая утверждает, что является фуэрос уступленный Нуньо с согласия короля городу Кастро Бенавенте, ныне Кастронуньо, но это, вероятно, подделка. Прилагаемый список свидетелей указывает на то, что он не мог датироваться ранее 1156 года, хотя повторное заселение города произошло еще в 1154 году. Он был организован Нуньо при содействии епископа Саламанки Наварро и его архидиакона Киприано. Духовенство взяло на себя руководство строительством новых церквей и предоставлением богослужебных книг и облачений, в то время как Нуньо наблюдал за повторным заселением деревни. Между февралем и декабрем 1154 года Нуньо Перес де Лара получил пограничный феод Монторо.
Поскольку королевский знаменосец Нуньо Перес де Лара привык проводить свое время при королевском дворе и управлять своим феодом заочно, но когда Монторо подвергся нападению Альмохадов весной 1156 года, его призвали защищать его. Ему это не удалось. Крепость пала, и он, вероятно, попал в плен. Он не был выкуплен и вернулся ко двору только в январе 1157 года. С потерей Монторо он был переведен в феод Авиа (возможно, Абия-де-лас-Торрес), которой он продолжал управлять до своей смерти. В марте 1156 года король Альфонсо VII даровал Нуньо виллу Алькабона, а в 1158 году Нуньо обменялся своими землями в Кастроньо с госпитальерами для их дома в Торре-де-Херрин. В 1158 году Альфонсо даровал Нуньо Пересу де Ларе феод Вильягарсия, а в 1160 году — Кабесон (до 1173 года), Ковильяс (кратко) и Эррера (до его смерти). В 1160 году Нуньо и его братья сражались в битве при Лобрегале с родом Кастро под командованием Фернандо Родригеса де Кастро, которого они ранее в том же году изгнали из королевства. Они были разбиты, и Нуньо Перес де Лара был захвачен в плен Фернандо Родригесом де Кастро. К марту 1162 года Нуньо был удостоен титула комит (граф), вероятно, его братом Манрике, который был регентом в то время при юном короле Альфонсо VIII. В том же году Нуньо был сделан опекуна (или попечителя) короля, был вознагражден феодами Дуэньяс (до 1175) и Моратинос.

## Регентство Кастилии и поздние годы

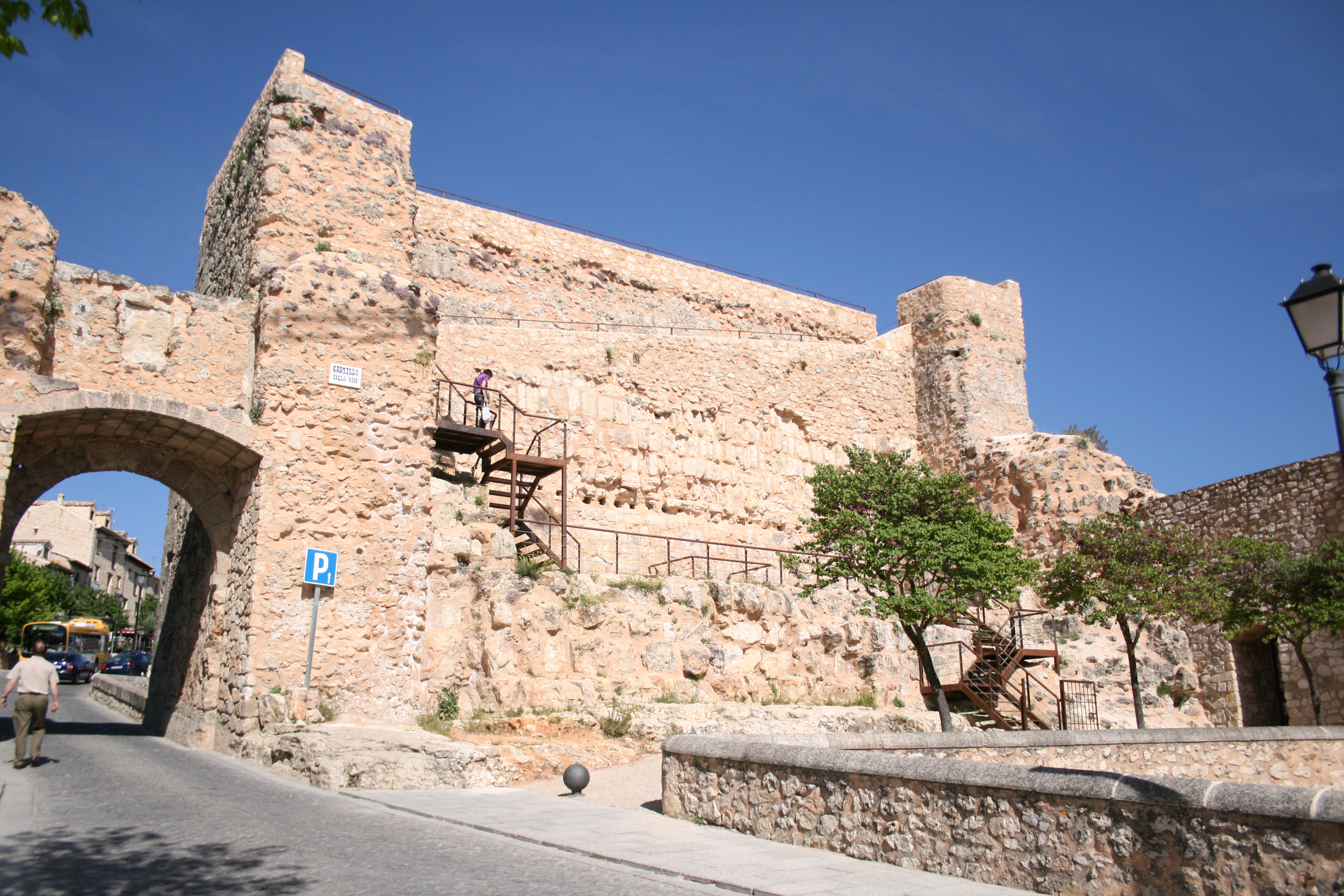
Руины замка Куэнка, где погиб Нуньо Перес де Лара

Когда Манрике Перес де Лара скончался в 1164 году, Нуньо заменил его на посту регента Кастилии. В 1165 году он начал управлять феодами Каррион (до 1176 года, или его смерти) и Вильяфафила. В марте 1168 года король Альфонсо VIII поставил город Чильон и его ртутный рудник под совместный контроль Нуньо и Ордена Калатравы . 11 ноября 1169 года Альфонсо достиг совершеннолетия, однако Нуньо Перес де Лара продолжал «размышлять о делах королевства» до 31 октября 1176 года. В 1170 году король поручил Нуньо Пересу де Ларе заботу о Вильявакерине, переведя его в Сан-Роман (1171), а затем Куэнка-де-Кампос (1172-76) и Тамариз (1172). В 1173 году Нуньо правил феодами Амайя, Кастрохерис, Сальданья и Тарьего. В мае 1174 года Нуньо обменял поместье, принадлежащее некоему дону Саррасину, с монастырем Арланса на виллу Уэрмесес. В том же году некий Бернард добился своего избрания епископом Осмы, заплатив Нуньо и Педро де Аразури 5 000 мараведи. В 1176 году Нуньо Перес де Лара получил несколько домов в Толедо, которые когда-то принадлежали Санчи Раймундес, за годовую аренду в размере пяти мараведи. Они также отдали архиепископу несколько своих домов, находившихся рядом с императорским дворцом.
В 1176 году Нуньо Перес де Лара был назначен губернатором поместий Нахера, Убьерна и Валерия. Год спустя, в июле 1177 года, он присутствовал при осаде Куэнки. Он был убит в бою через несколько недель, 3 августа. Его вдова бежала к леонскому двору и там вышла замуж за короля Фердинанда II.

## Религиозное покровительство
29 января 1160 года Нуньо Перес де Лара и его жена основали цистерцианский монастырь Санта-Мария в Пералесе, с землями также в Сорите. В 1169 году Нуньо, его брат Альваро, а также Гонсало и Санча Осорио отказались от своих прав на монастырь в Агилар-де-Кампоо, дочерний дом в Ретуэрте, и учредили там несколько августинцев. Они вызвали споры, изгнав монахов из другого соседнего дочернего дома Ретуэрты в Эррера-де-Писуэрга и передав его имущество Агилару, что вызвало спор, который был разрешен только в 1173 году. Агилар принял премонстрантов и быстро стало самым главным премонстратским монастырем на полуострове под покровительством кастильской короны. Нуньо Перес де Лара был особенно щедр к соборам королевства, делал пожертвования соборам Санта-Мария-де-Леон (1170), Санта-Мария-де-Бургос (1174) и Санта-Мария-де-Толедо. Наконец, в 1174 году они основали часовню, посвященную Томасу Бекету, а в 1177 году наделили ее деревней Алькабон, несколькими домами в Толедо, двадцатью коровами и ста овцами. Нуньо специально намеревались пропагандировать культ Томаса Бекета в Испании. В 1172 году он пожаловал половину деревни Асеса Ордену Калатрава. Незадолго до 1174 года Нуньо Перес де Лара и его жена основали госпиталь рядом с цистерцианским монастырем Святого Николая в Итеро-дель-Кастильо для путешественников на пути Святого Иакова, пересекающего реку Писуэрга по мосту там.